# Sverre Isachsen
Sverre Isachsen, dit le Viking Warrior, né le 11 novembre 1970 et vivant à Hokksund, est un pilote automobile norvégien, essentiellement de rallycross.

## Biographie
Il commence la compétition en 1989, et intègre l'ERC (championnat européen, autre diminutif ERX) en 2002.
Il fait partie du Subaru PUMA Rallycross Team depuis 2012, continuant à participer ainsi au Global RallyCross Championship, le championnat des États-Unis de la spécialité créé en 2010.

## Palmarès
- Champion d'Europe de rallycross en  2009, 2010 et 2011, sur Ford Focus ST T16 4x4 (2), puis Mk2 T16 4x4 (1) ;
- Champion de Scandinavie de rallycross en 2010 ;
- Champion de Norvège de rallycross en 1999, 2000, 2004 et 2010 ;
  - 3e du championnat d'Europe de rallycross en 2005 ;
  - Médaille de bronze aux X Games Rally en 2013 (le Ford RallyCross des XIXe X Games, avec le Subaru PUMA Rallycross Team) ;
  - 4e du championnat d'Europe de rallycross en 2006, 2007 et 2008.

## Distinctions
- Il reçoit le titre honorifique de "Pilote Norvégien de l'année" en 2010, et conjointement en 2011[2]...
- ...ainsi que celui de Pilote de rallycross de l'année en 2010, et 2011.

## Galerie d'images

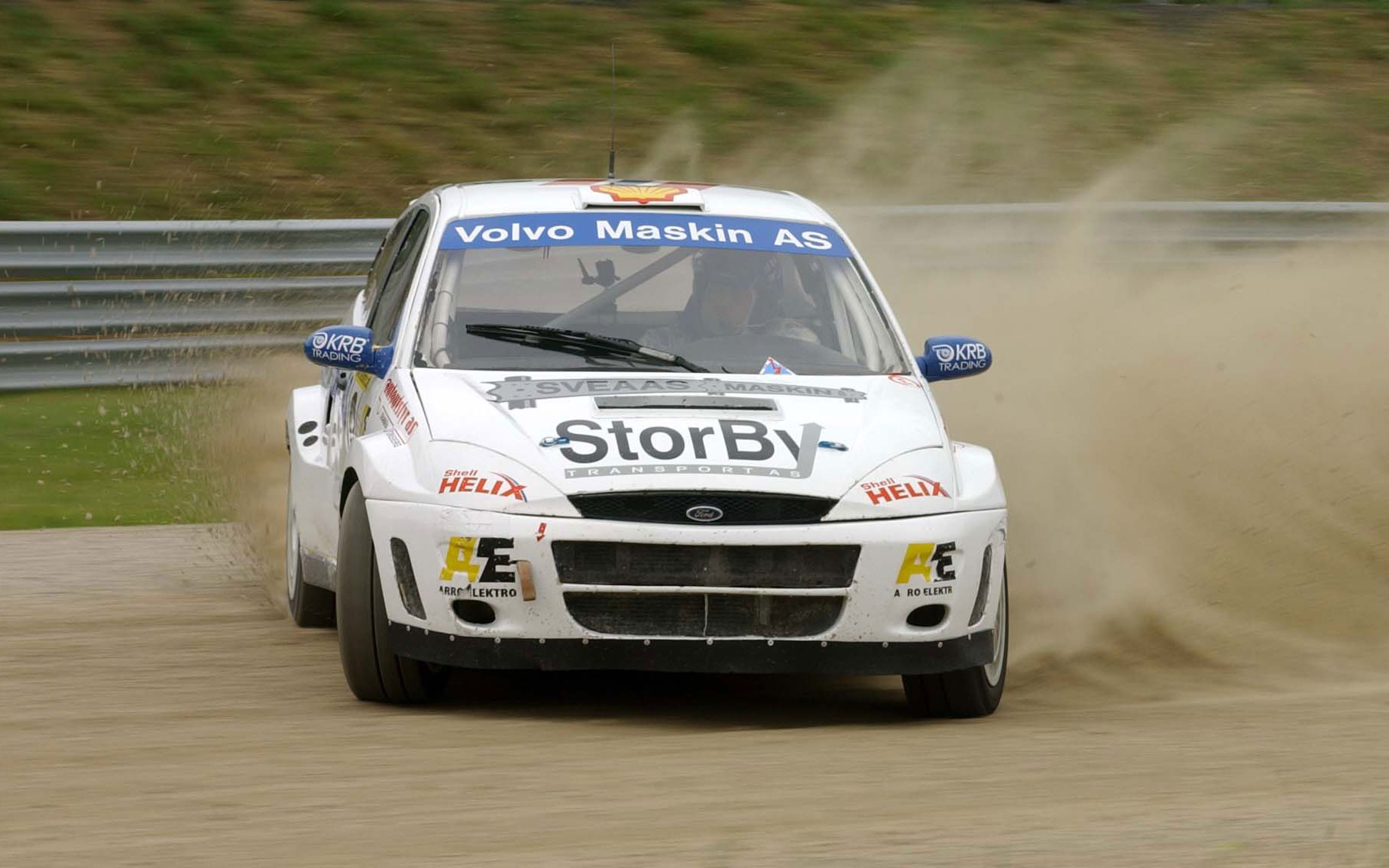
Isachsen et sa Ford Focus T16 4x4 en 2004, au Wachauring de Melk en ERC.
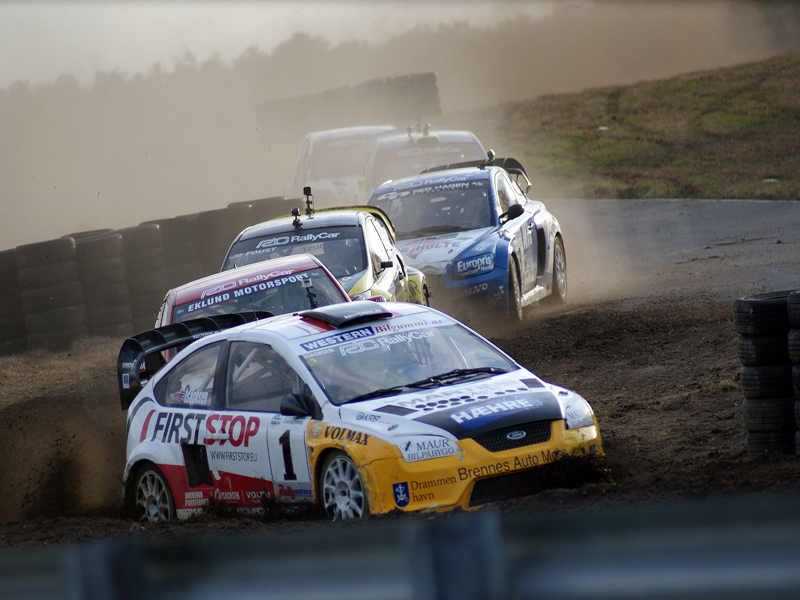
Isachsen, suivi par Heikkinen, Froust et Holte, au New Jersey en Global RallyCross Championship (fondé en 2010);
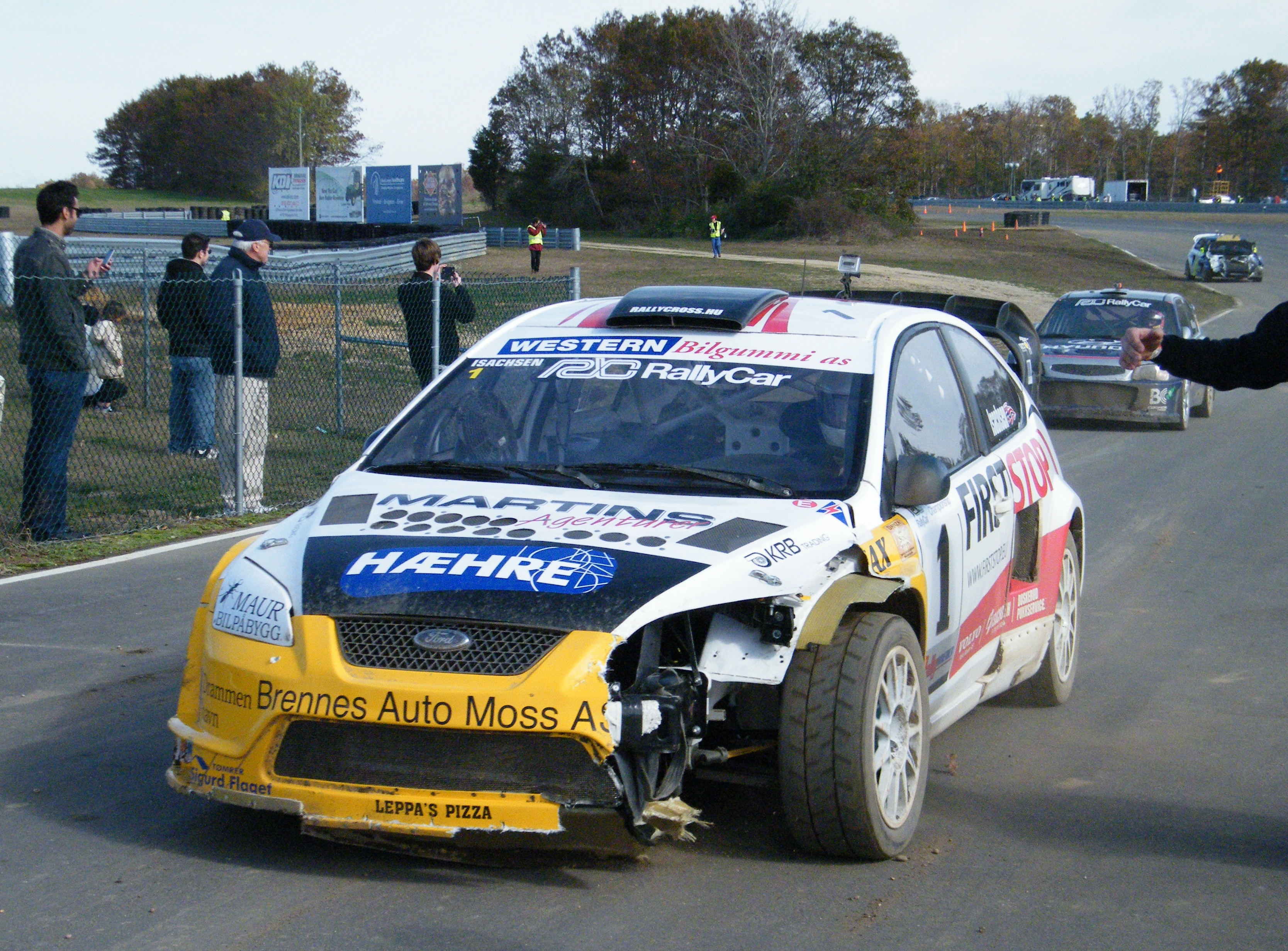
L'avant gauche de la Ford Focus d'Isachsen, en cours de cette même épreuve 2010 au NJ Motorsports Park...
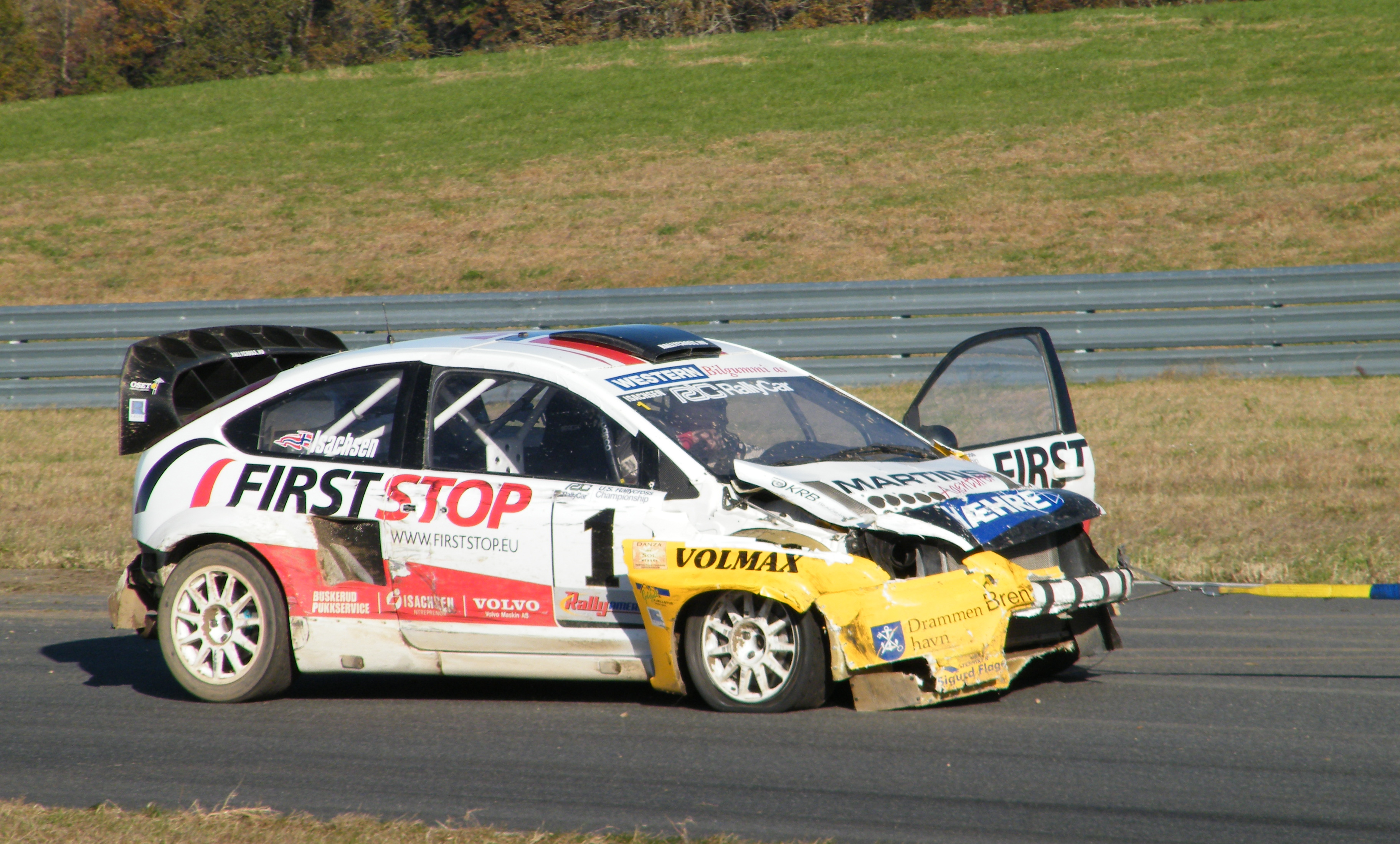
...avant une destruction frontale finale.
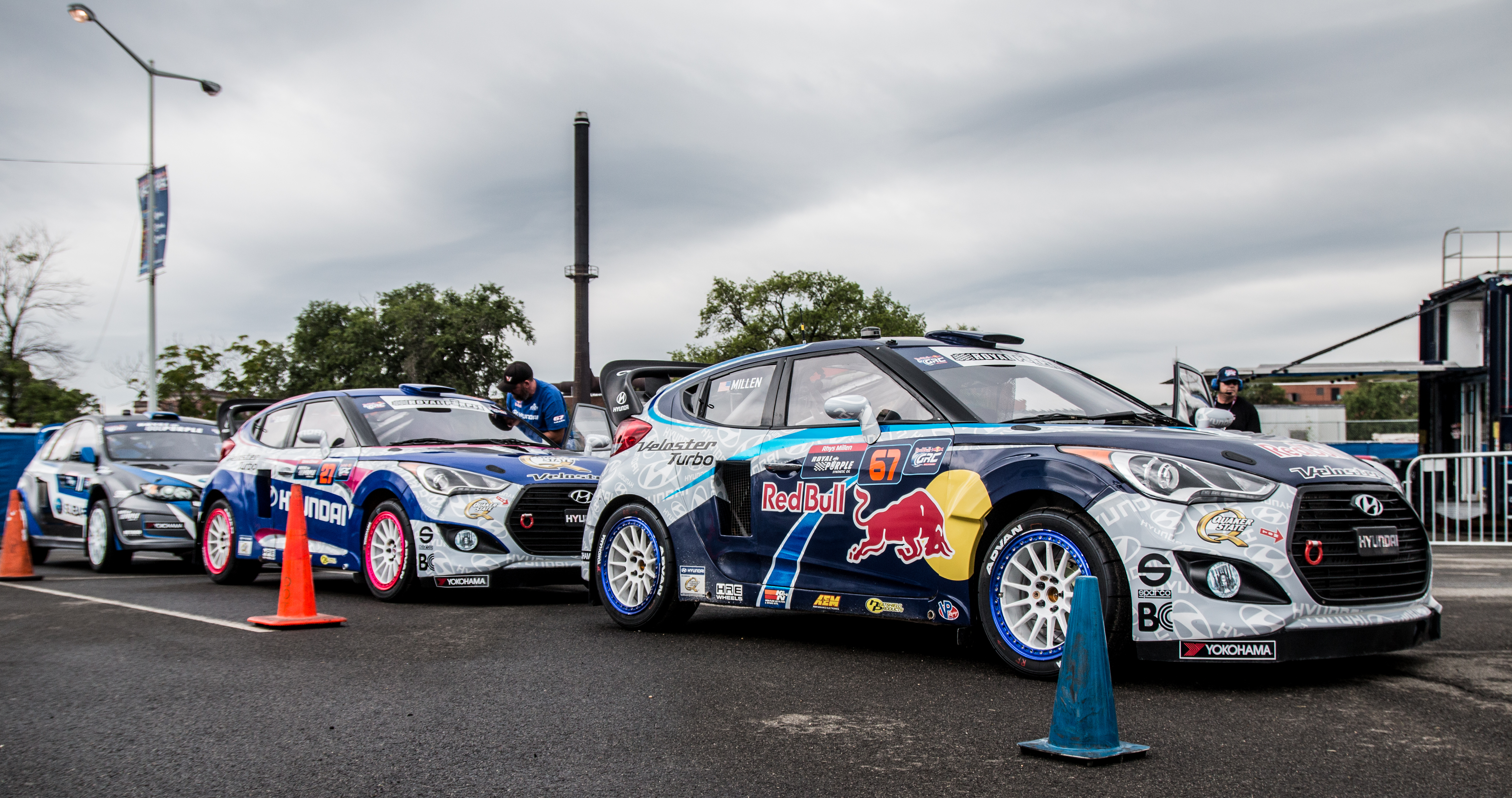
La Subaru d'Isachsen cette fois, à droite en 2014 au RFK Stadium (Washington D.C), championnat US.